# 萨勒伯夫
萨勒伯夫（法語：Sallebœuf，法語發音：[salbœf]）是法国吉伦特省的一个市镇，属于波尔多区。

## 地理
萨勒伯夫（44°50'32"N, 0°23'51"W）面积14.8 平方千米，位于法国新阿基坦大区吉倫特省，该省份为法国西南部沿海省份，是法國本土面积最大的省，北起滨海夏朗德省，西临大西洋，南至朗德省，东南接洛特-加龍省，东临多爾多涅省。
与萨勒伯夫接壤的市镇（或旧市镇、城区）包括：贝沙克和卡约、博讷唐、卡马尔萨克、卢普、蓬皮尼亚克、圣日耳曼迪皮什。

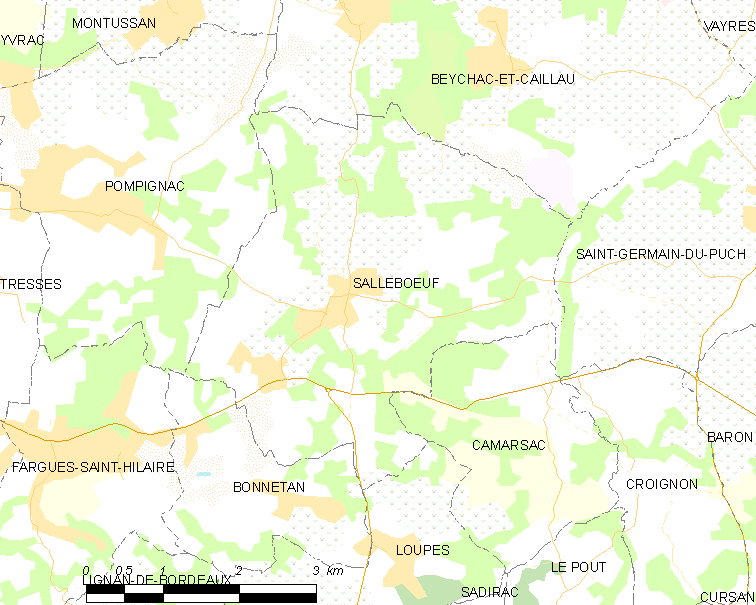
萨勒伯夫的OSM定位图

萨勒伯夫的时区为UTC+01:00、UTC+02:00（夏令时）。

## 行政
萨勒伯夫的邮政编码为33370，INSEE市镇编码为33496。

## 政治
萨勒伯夫所属的省级选区为克雷翁县。

## 人口

1962-2008年间萨勒伯夫人口变化图示

萨勒伯夫于2022年1月1日时的人口数量为2771人。